# (31852) 2000 EO43
2000 EO43 (asteroide 31852) é um asteroide da cintura principal. Possui uma excentricidade de 0.22473730 e uma inclinação de 5.94906º.
Este asteroide foi descoberto no dia 8 de março de 2000 por LINEAR em Socorro.